# Las Janiszewski
Las Janiszewski – osada w Polsce, położona w województwie mazowieckim, w powiecie radomskim, w gminie Zakrzew.
W latach 1975–1998 miejscowość należała administracyjnie do województwa radomskiego.